# Ablabi (metge)
Ablabi (grec antic: Αβλάβιος, llatí: Ablabius) va ser un metge grec del segle ii només conegut per un epigrama de Teosebia, en el qual el considera entre els més importants després d'Hipòcrates i Galè.